# Alta Valle del Tevere
Alta Valle del Tevere este o arie protejată (arie specială de conservare — SAC, sit de importanță comunitară — SCI) din Italia întinsă pe o suprafață de 1.656 ha, integral pe uscat.

## Localizare
Centrul sitului Alta Valle del Tevere este situat la coordonatele 43°45′01″N 12°01′05″E / 43.750278°N 12.018056°E.

## Înființare
Situl Alta Valle del Tevere a fost declarat sit de importanță comunitară în iunie 1995 pentru a proteja 15 specii de animale. Situl a fost protejat și ca arie specială de conservare în mai 2016.

## Biodiversitate
Situată în ecoregiunea continentală, aria protejată conține 10 habitate naturale: Păduri de fag din Apenini cu Taxus și Ilex, Păduri aluvionare cu Alnus glutinosa și Fraxinus excelsior (Alno-Padion, Alnion incanae, Salicion albae), Păduri ilirice de stejar și carpen (Erythronio-Carpinion), Păduri pe pante, grohotișuri și ravene de Tilio-Acerion, Păduri de fag Asperulo-Fagetum, Fânețe de joasă altitudine (Alopecurus pratensis, Sanguisorba officinalis), Formațiuni de Juniperus communis pe lande sau pajiști calcaroase, Galerii de Salix alba și de Populus alba, Păduri panonice-balcanice de stejar turcesc - stejar sesil, Pajiști uscate seminaturale și facies de acoperire cu tufișuri pe substraturi calcaroase (Festuco-Brometalia) (* situri importante pentru orhidee).
La baza desemnării sitului se află mai multe specii protejate:
- păsări (8): uliu porumbar (Accipiter gentilis), acvilă de munte (Aquila chrysaetos), caprimulg (Caprimulgus europaeus), vânturel roșu (Falco tinnunculus), sfrâncioc roșiatic (Lanius collurio), ciocârlie de pădure (Lullula arborea), viespar (Pernis apivorus), codroșul de pădure (Phoenicurus phoenicurus)
- amfibieni (1): Triturus carnifex
- mamifere (2): lupul (Canis lupus), liliacul mare cu potcoavă (Rhinolophus ferrumequinum)
- pești (4): Barbus tyberinus, Padogobius nigricans, Squalius lucumonis, Telestes muticellus

Pe lângă speciile protejate, pe teritoriul sitului au mai fost identificate 1 specie de plante, 1 specie de păsări, 1 specie de amfibieni, 3 specii de mamifere, 7 specii de nevertebrate, 1 specie de reptile.